# Viișoara (okręg Neamț)
Viișoara – wieś w Rumunii, w okręgu Neamț, w gminie Alexandru cel Bun. W 2011 roku liczyła 622 mieszkańców.